# Elke Best
Pour les articles homonymes, voir Best.
Elke Best, de son vrai nom Elke Droßard (désormais Kohlund) est une chanteuse de schlager allemande née le 18 décembre 1956 à Duisbourg.

## Vie personnelle
Elle vit depuis 1982 avec l'acteur suisse Christian Kohlund,. Ils sont mariés depuis 1985 et ont deux enfants.

## Parcours artistique
Elle débute en 1972 en chantant dans les groupes Sandwich et The Stowaways. Elle fait sa première apparition à la télévision sur la ZDF en 1974 à l'occasion de la sortie de son premier single solo Aber dann war die Party zu Ende, dans l'émission Disco d'Ilja Richter. Elle figure pour la première fois au hit-parade de la ZDF le 17 janvier 1976 pour Hey, Mr. Musicman. Mais c'est avec Die Babies krieg immer noch ich qu'elle connait vraiment un succès notable. Elle reprend par la suite, en les germanisant, des titres de Jessi Colter, Diana Ross, Donna Summer et Suzi Quatro. En 1981, elle passe chez Polydor et sort la version allemande de Dreamer de Supertramp : Träumer. Elle arrête sa carrière musicale après son mariage.

## Discographie

### Singles
- Wohin willst du gehen 1972
- Aber dann war die Party zu Ende 1974
- Hey, Mr. Musicman 1975
- Fang mich 1976
- Die Babies krieg immer noch ich 1976[3]
- Hey Kleiner, mit dir spielt wohl keiner 1977
- Ich bin nicht Lisa (I'm not Liza) 1977
- Du bist der Größte (Last time I saw her) 1979
- Kriegst du kalte Füße (Journey to the center of my heart) 1979
- Mama's boy 1980
- Träumer (Dreamer) 1981
- Der Matador 1981
- Land der Phantasie (The land of make believe) 1982